# Centropogon dissectus
Centropogon dissectus är en klockväxtart som beskrevs av Franz Elfried Wimmer. Centropogon dissectus ingår i släktet Centropogon och familjen klockväxter. Inga underarter finns listade i Catalogue of Life.